# Xian de Sanmen
Le xian de Sanmen (三门县 ; pinyin : Sānmén Xiàn) est un district administratif de la province du Zhejiang en Chine. Il est placé sous la juridiction administrative de la ville-préfecture de Taizhou.

## Démographie
La population du district était de 398 817 habitants en 1999.

## Centrale Nucléaire
En 2015, la Centrale nucléaire de Sanmen est en construction au bord du rivage et au bout d'une péninsule.